# Вайсман Григорій Захарович
Григорій Захарович Вайсман (1871, Біла Церква — 1943, Ташкент) — польський і український єврейський актор, заслужений артист УРСР (1940).

## Життєпис
Григорій (Гірш, Герман) Вайсман (Hirsh Weissman, Gershon Weissman) народився 1871 року в Білій Церкві у бідній родині. Батько його працював мельником.
До 9 років співав у синагогальному хорі, працював кравцем.
В сімнадцятирічному віці захопився єврейським театром і поступив до мандрівної трупи.
З 1903 року — режисер і головний виконавець комічних ролів варшавського театру Камінських, засновницею якого була Естер Рахель Камінська.
Мав гарні вокальні дані, записав кілька грамплатівок. Також в 1910-ті роки знімався у польському німому кіно. Відомий як Herman Wajsman.
Після революції грав в українських єврейських театрах Києва, Одеси і Харкова. Також не полишав зв'язків з театром Камінських, з яким гастролював містами України та Бєларусі.
1927 року був одним із засновників театру «Фолк-Біне».
1929 через хворобу переїхав до Тбілісі, де керував гуртком при Єврейському комітеті бідноти.
1936—1941 — актор Київського державного єврейського театру.
1940 року в театрі відсвяткували 50-річчя його творчої діяльності. Тоді ж Григорію Захаровичу було присвоєно звання заслуженого артиста УРСР.
1941 був евакуйований до Середньої Азії.
1942—1943 — актор Московського єврейського театру (ГОСЄТ).
Пішов з життя в кінці зими 1943 року в Ташкенті.